# Północno-Wschodnia Chorągiew Harcerzy ZHR
Północno-Wschodnia Chorągiew Harcerzy im. św. Michała Archanioła – jednostka terytorialna Organizacji Harcerzy Związku Harcerstwa Rzeczypospolitej. Zrzesza hufce ZHR działające na terenie województwa podlaskiego, północnej części województwa mazowieckiego, powiatu ełckiego z województwa warmińsko-mazurskiego i powiatu łukowskiego z województwa lubelskiego. Istniała w latach 90. XX wieku i na początku XXI wieku. Chorągiew została ponownie powołana rozkazem SL2/2017 Naczelnika Harcerzy ZHR.

## Komenda Chorągwi[2]
- Komendant Chorągwi: hm. Karol Płocha HR (od 04.06.2023, Rozkaz Naczelnika Harcerzy L7/2023)
- Przewodniczący Komisji Instruktorskiej: hm. Szymon Wierzbicki (od 01.01.2024, Rozkaz L1/2024)
- Przewodniczący Kapituły Harcerza Rzeczypospolitej: hm. Przemysław Zyra HR (od 08.12.2023, Rozkaz L18/2023)
- Referent Harcerzy: phm. Daniel Juszko HR (od 09.06.2023, Rozkaz L6/2023)
- Referent Wędrowników: phm. Paweł Żebrowski HR (od 31.03.2024, Rozkaz L6/2024)
- Sekretarz: pwd. Bartłomiej Suchecki HR (od. 09.06.2023, Rozkaz L6/2023)
- Skarbnik: pwd. Krzysztof Kotowski HO (od. 14.01.2024, Rozkaz L2/2024)

## Komendanci Chorągwi
- Przed 2002 rokiem:
  - hm. Tomasz Andrukiewicz (1995-1997 i 2000-2002)
- Od 2017 roku:
  - hm. Przemysław Zyra HR - od 01.03.2017 (Rozkaz Naczelnika Harcerzy SL2/2017) do 12.03.2020 (Rozkaz Naczelnika Harcerzy L.3/2020);
  - phm. Piotr Rydzewski HR [pełniący obowiązki / p.o.] - od 12.03.2020 (Rozkaz Naczelnika Harcerzy L.3/2022) do 24.04.2022 (Rozkaz Naczelnika Harcerzy L4/2022);
  - ks. phm. Piotr Kępa HR [pełniący obowiązki / p.o.) - od 24.04.2022 (Rozkaz Naczelnika L4/2022) do 04.06.2023 (Rozkaz Naczelnika Harcerzy L7/2023);
  - hm. Karol Płocha HR - od 04.06.2023 (Rozkaz Naczelnika Harcerzy L7/2023) - obecnie

## Przewodniczący Komisji Instruktorskiej
- hm. Paweł Zarzycki (instruktor harcerski) (26.03.2017 -12.03.2020)
- hm. Albert Dyna (12.03.2020 - 24.04.2022)
- hm. Przemysław Zyra (24.04.2022 - 04.06.2023)
- hm. Albert Dyna (04.06.2023 - 01.01.2024)
- hm. Szymon Wierzbicki (01.01.2024 - obecnie)

## Hufce i Związki Drużyn
- Ostrołęcki Hufiec Harcerzy – hufcowy phm. Franciszek Dawidczyk HR
- Płocki Związek Drużyn Harcerzy – komendant phm. Damian Wierkiewicz HR
- Podlaski Związek Drużyn Harcerzy „Matecznik” – hufcowy phm. Szczepan Wójcik HR
- Nadwkrzański Hufiec Harcerzy –  hufcowy phm. Daniel Królak HR
- Siedlecki Związek Drużyn Harcerzy „Pogoń” – hufcowy phm. Michał Grabowski HR